# Manuel Guillermo Mora
Manuel Guillermo Mora Jaramillo (Cúcuta, 5 de marzo de 1964) es un político colombiano miembro del Partido de la U y ha sido elegido por elección popular para integrar el Senado y la Cámara de Representantes de Colombia.

## Congresista de Colombia
En las elecciones legislativas de Colombia de 2006, Mora Jaramillo fue elegido senador de la república de Colombia con un total de 52.486 votos. Posteriormente en las elecciones legislativas de Colombia de 2010, Mora Jaramillo fue reelecto senador con un total de 47.641 votos.
En las elecciones legislativas de Colombia de 1998, Mora Jaramillo ejerció como congresista miembro de la Cámara de Representantes de Colombia en su condición de segundo renglón de la lista del Movimiento Apertura Liberal que por Norte de Santander encabezó Miguel Ángel Flórez Rivera electo con un total de 39.194 votos.

### Iniciativas
El legado legislativo de Manuel Guillermo Mora Jaramillo se identificó por su participación en las siguientes iniciativas desde el congreso:

- Modificar el libro segundo, Título I, del Código de Infancia y Adolescencia - Ley 1098 del 2006.[4]
- Expedir el Estatuto del Consumidor y crear una contribución para la defensa del mismo.[5]
- Garantizar el principio de transparencia de los servidores públicos en el proceso de toma de decisiones.[6]
- Crear el Fondo de Compensación y Equidad Regional (FCER) en Colombia.[7]
- Declara patrimonio histórico y cultural de la Nación al honorable Tribunal Superior del Distrito Judicial de Pamplona, Norte de Santander.[8]
- Rendir homenaje a la memoria del honorable ciudadano y excongresista Luis Guillermo Vélez Trujillo.[9]
- Organizar a la ciudad de Cúcuta como Distrito Especial Fronterizo, Económico y Turístico (Archivado).[10]
- Autorizar la emisión de la estampilla "Norte de Santander Cien Años" con motivo de los cien años de creación del departamento Norte de Santander.[11]
- Convocar a un referendo constitucional y someter a consideración del pueblo un proyecto de reforma constitucional (Archivado).[12]
- Reformar la integración del Senado, creando circunscripciones electorales especiales para los Llanos orientales, la Amazonia y las comunidades afrocolombianas (Archivado).[13]
- Contar con eso

## Carrera política
Su trayectoria política se ha identificado por:

### Partidos políticos
A lo largo de su carrera ha representado los siguientes partidos:
| Partido político | Fecha Inicio        | Fecha Fin           |
| Partido de la U  | 20 de julio de 2006 | 0 de enero de 1900  |
| Apertura Liberal | 20 de julio de 1998 | 19 de julio de 2002 |

### Cargos públicos
Entre los cargos públicos ocupados por Manuel Guillermo Mora Jaramillo, se identifican:
| Cargo público              | Partido político | Fecha Inicio        | Fecha Fin               |
| Senador de la República    | Partido de la U  | 20 de julio de 2006 |                         |
| Representante de la Cámara | Apertura Liberal | 20 de julio de 1998 | 19 de julio de 2002     |
| Alcalde de Cúcuta          | Apertura Liberal | 1 de enero de 2001  | 31 de diciembre de 2003 |